# 시리아 항공
시리아 항공(영어: Syrian Air, 아랍어: السورية)은 시리아의 항공 회사이다. 아라베스크 에어라인 얼라이언스의 멤버이며, 허브 공항은 다마스쿠스 국제공항과 알레포 국제공항이다.

## 역사
1946년 설립되어 1947년에 운항을 시작한 시리안 에어라인이 시초로 설립한지 1년 후 1948년 재정적 어려움으로 운항을 중단했다가 1951년 정부 지원을 받아 운항을 재개하였다. 그 후 베이루트, 바그다드, 예루살렘 등으로 운항 지역을 확대하였다. 1958년 2월 시리아와 이집트가 아랍 연합 공화국으로 통일되었다. 이를 계기로 1958년 12월 미스 항공과 합병되어 아랍 연합항공이 되었다. 1961년 9월 26일 이집트와 시리아가 분리되자 같은 해 10월 시리아 내의 UAA 영업소를 인수하기 위해 새로운 국영 항공사로 다시 탄생하면서 현재에 이르게 되었다.

## 운항 노선
- 2012년 8월 기준으로 시리아 항공은 다음과 같은 노선을 운항하고 있다.

### 코드쉐어협정
- 시리아 항공은 다음과 같은 항공사와 코드쉐어 협정을 체결하고 있다.[1]

| - 예메니아 항공 - 콘비아사 항공 |

## 보유 기종
- 2018년 10월 기준으로 시리아 항공은 다음과 같은 기종을 보유하고 있으며 평균 기령은 16.6년이다.[2]

### 퇴역 기종
- 안토노프 An-24
- 안토노프 An-26
- 보잉 707-320
- 보잉 707-400
- 보잉 727-200
- 보잉 747SP
- 더글러스 DC-3
- 더글러스 DC-4
- 더글러스 DC-6
- 더글러스 DC-6B
- 수드 캐러벨
- 투폴레프 Tu-154
- 야코블레프 Yak-40

## 사진

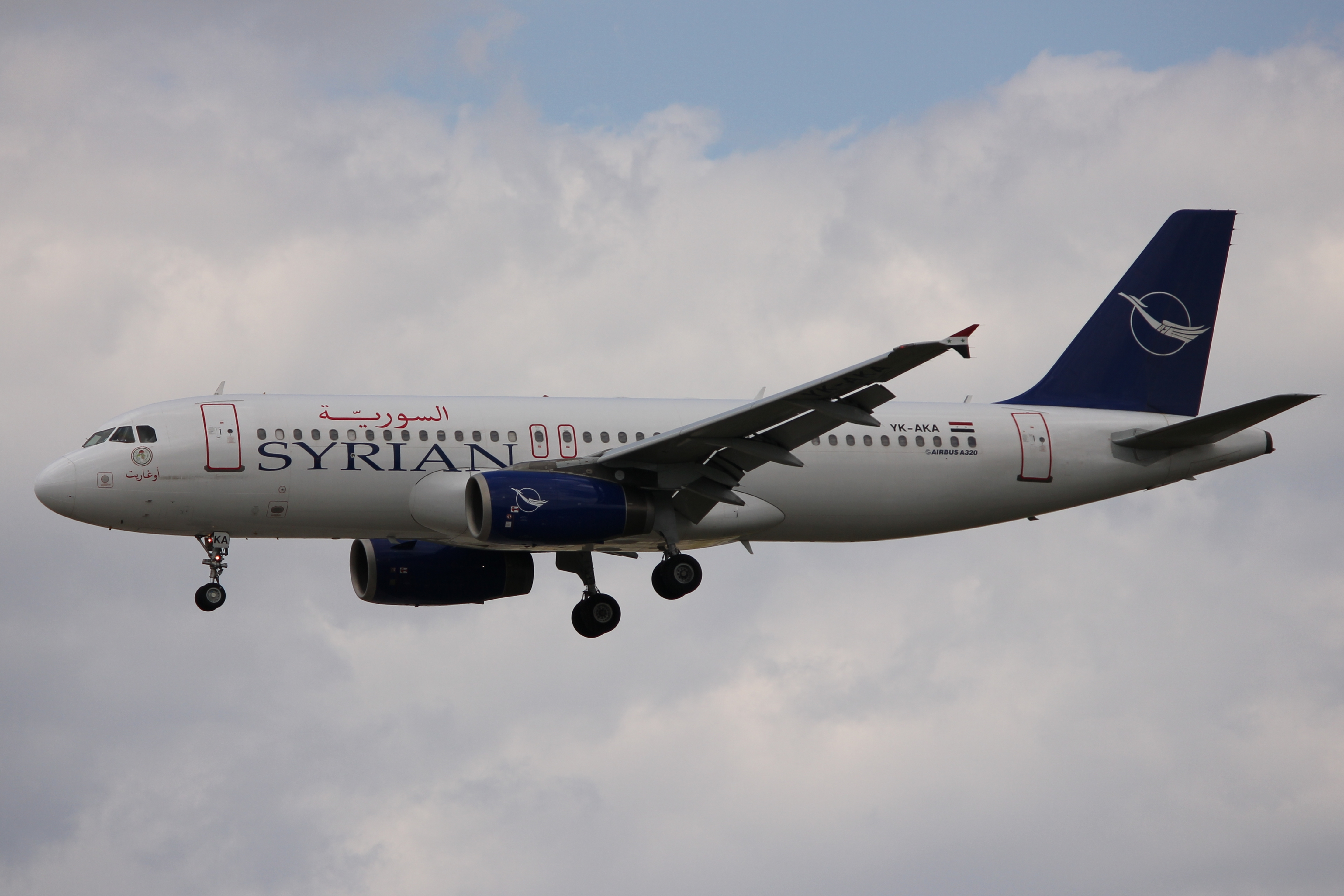
시리아 항공의 에어버스 A320-200
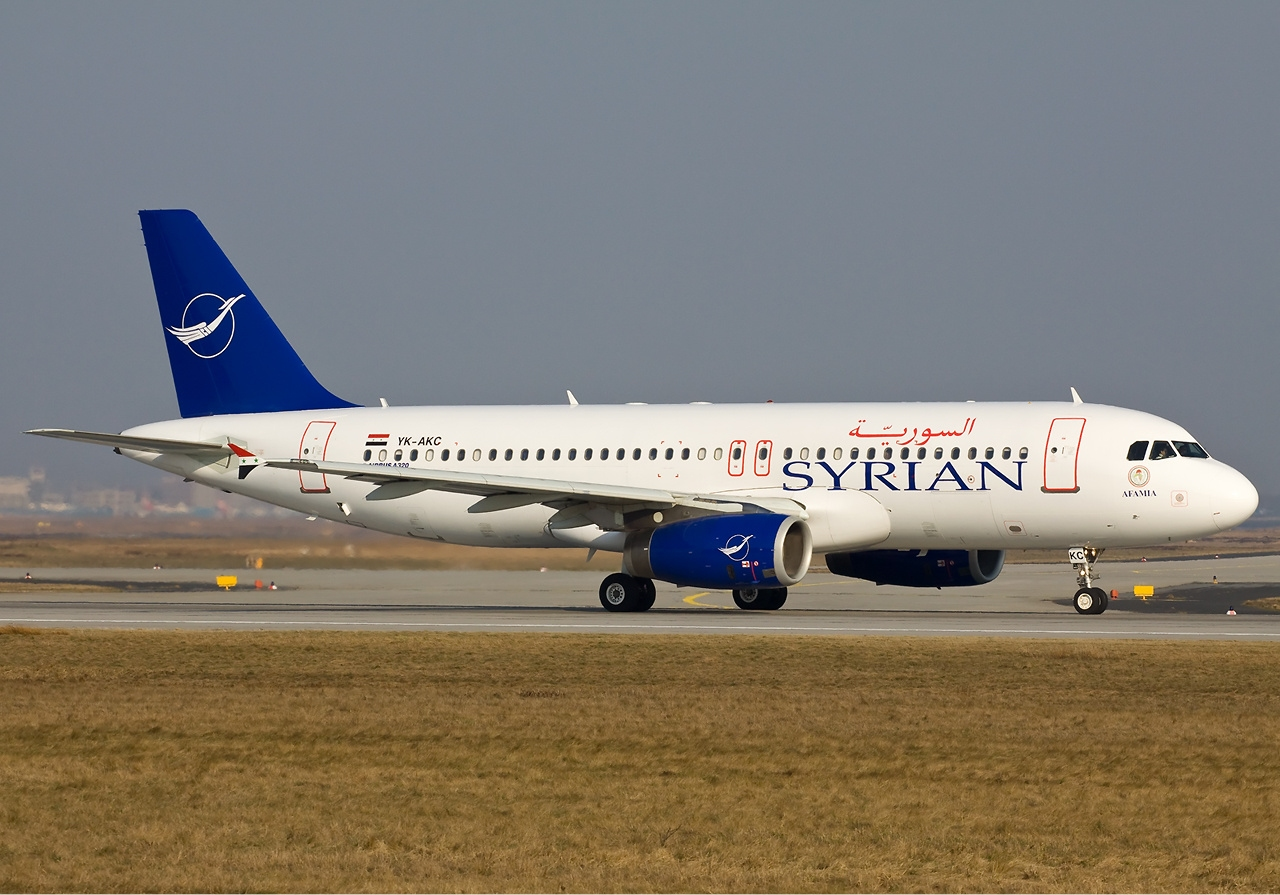
시리아 항공의 에어버스 A320-200
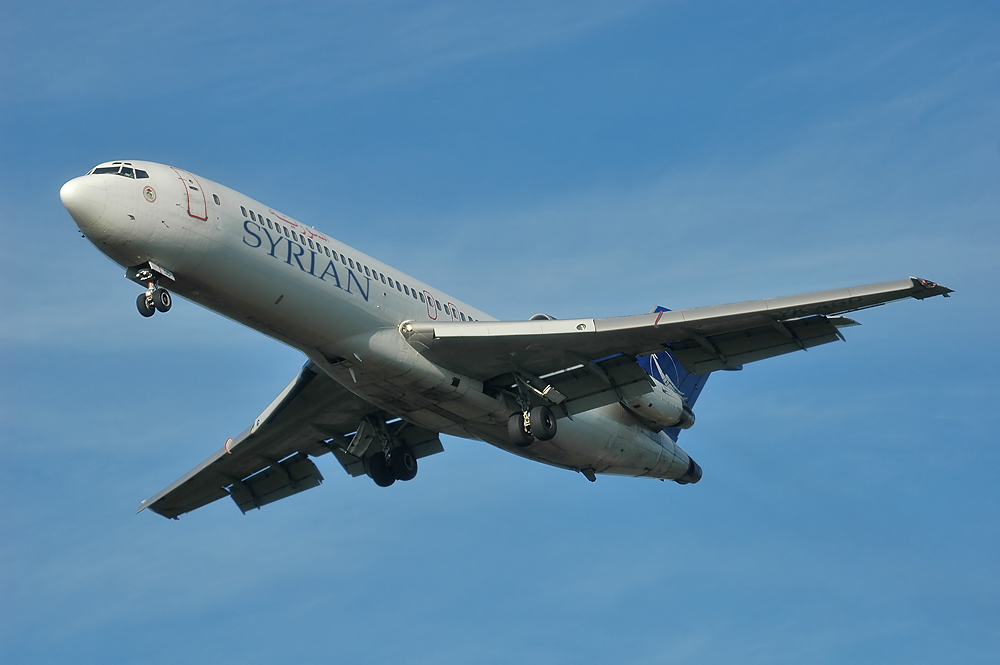
시리아 항공의 보잉 727-200 (퇴역)
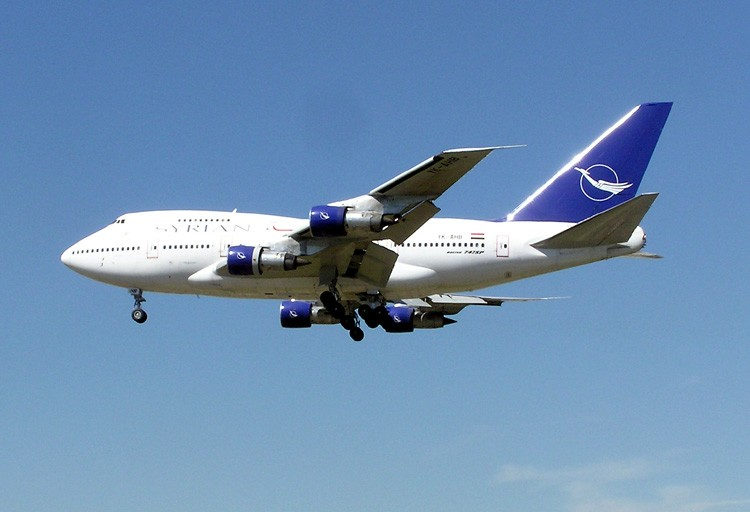
시리아 항공의 보잉 747SP (퇴역)
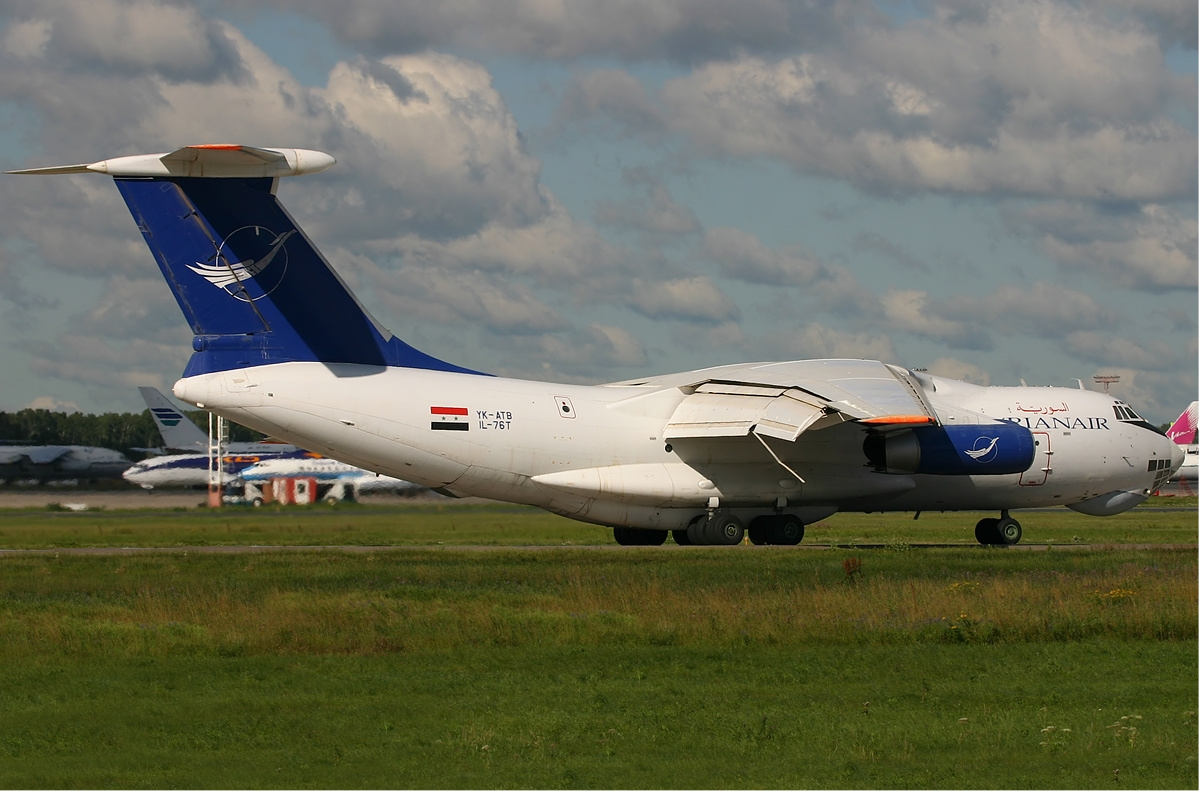
시리아 항공의 일류신 Il-76T (퇴역)
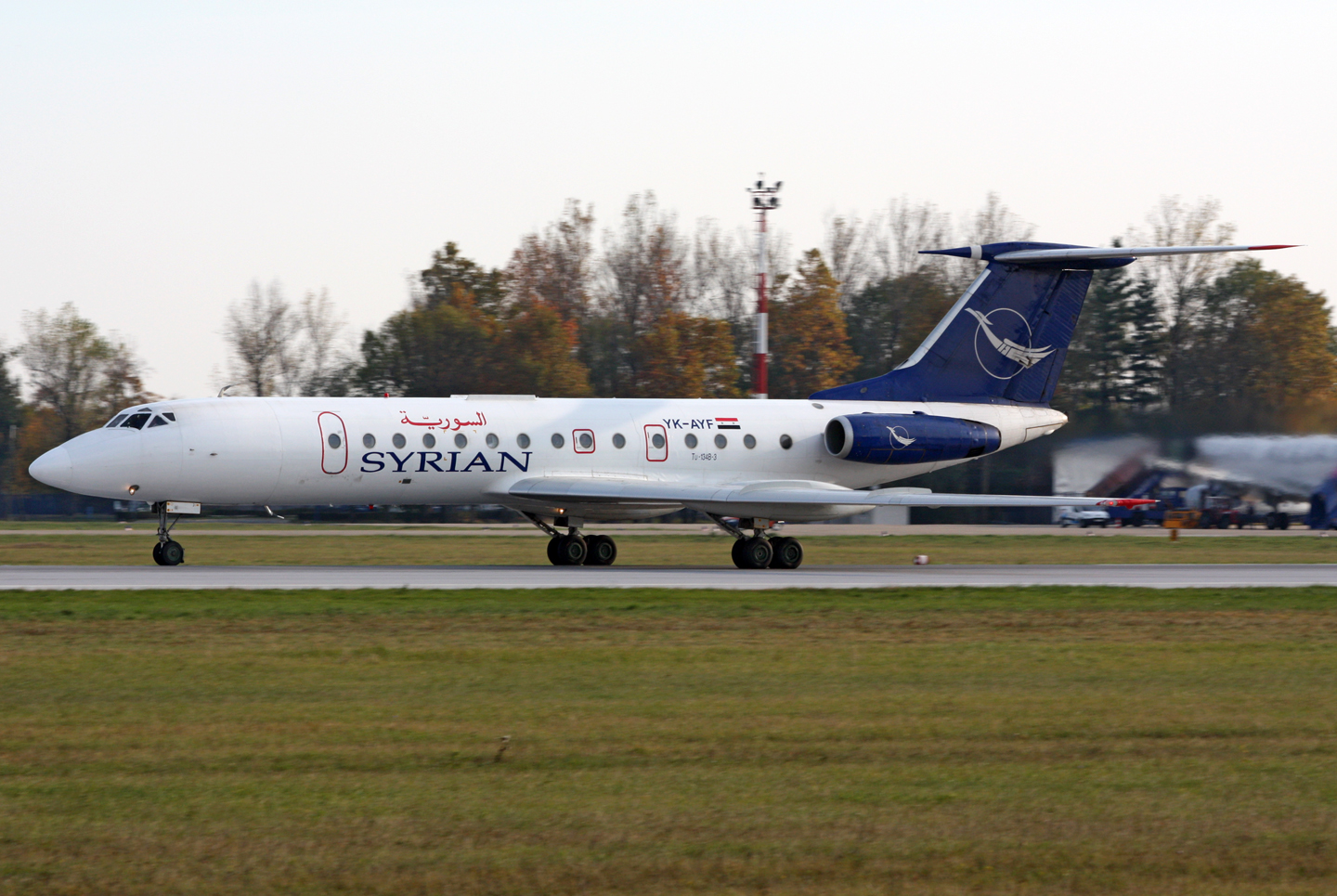
시리아 항공의 투폴레프 Tu-134B (퇴역)